# Honda Super Cub

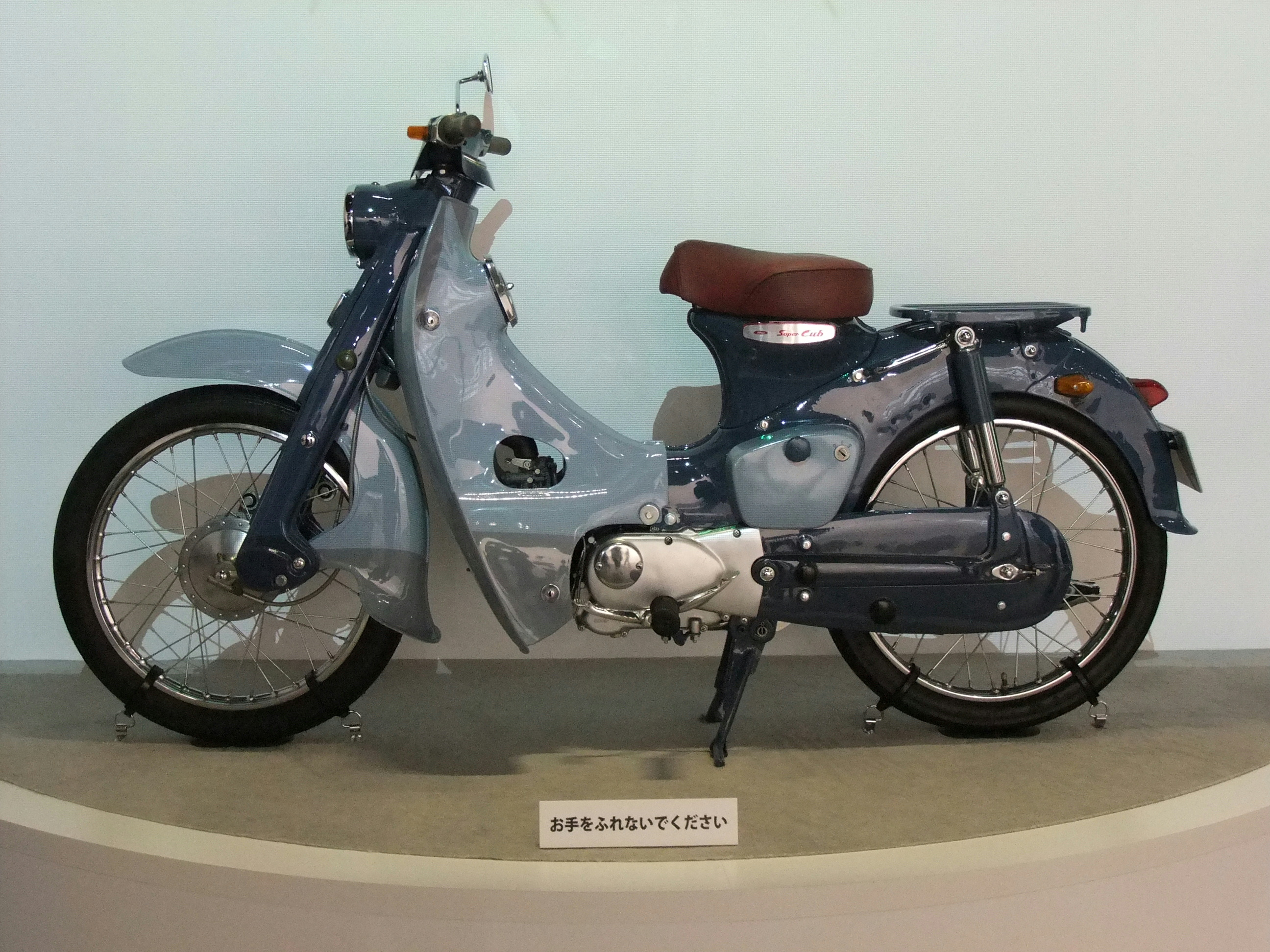
Honda Super Cub de 1958.

La Honda Super Cub est une série de motocyclettes produite par Honda avec un moteur monocylindre à quatre temps avec une cylindrée de 49 à 124 cm3.
En production continue depuis 1958 avec une production dépassant 100 millions d'unités en 2017, la Super Cub est le véhicule à moteur le plus produit de l'histoire.
La campagne de publicité américaine de la Super Cub, « You meet the nicest people on a Honda » (« Vous rencontrez les personnes les plus agréables sur une Honda »), a eu un impact durable sur l'image de la marque japonaise et sur les attitudes des Américains concernant l'usage de la motocyclette, et est souvent utilisée comme une étude de cas de marketing.